# Bibliotheca Hertziana
Die Bibliotheca Hertziana – Max-Planck-Institut für Kunstgeschichte ist eine außeruniversitäre Forschungseinrichtung der Max-Planck-Gesellschaft zur Förderung der Wissenschaften (MPG) mit Sitz in Rom, Italien. Die aktuellen Arbeitsgebiete sind: italienische Kunst und Architektur des 4. bis 14. Jahrhunderts, Kunstgeschichte der Neuzeit im globalen Kontext, städtische Räume, Kunst- und Architekturtheorie sowie soziale Realität in der italienischen Filmgeschichte.

## Geschichte
Die „Bibliotheca Hertziana“ wurde 1913 durch eine Stiftung von Henriette Hertz unter der Leitung von Ernst Steinmann in Rom begründet. Seitdem residiert das Institut im Palazzo Zuccari, den die Kunstmäzenin Hertz (1846–1913) zusammen mit ihrer kunsthistorischen Bibliothek, einem Bestand von 5000 Büchern, und ihrer Fotosammlung der Kaiser-Wilhelm-Gesellschaft (seit 1948 Max-Planck-Gesellschaft) testamentarisch mit der Bestimmung vermachte, ein Forschungsinstitut für Kunst- und Kulturgeschichte zu errichten. Schwerpunkt des Instituts ist die Erforschung der italienischen und römischen Kunst der Nachantike, insbesondere der Renaissance, des Barocks und des Mittelalters.
Im Jahr 1934 erfolgte eine Umbenennung in „Kaiser-Wilhelm-Institut für Kunst- und Kulturwissenschaft (Bibliotheca Hertziana)“ sowie die Einrichtung einer Kunsthistorischen und einer Kulturwissenschaftlichen Abteilung zur Erforschung der Wechselbeziehungen zwischen Deutschland und Italien. 1938 erfolgte eine erneute Umbenennung in „Kaiser-Wilhelm-Institut für Kunst- und Kulturwissenschaft im Palazzo Zuccari“, um entsprechend der nationalsozialistischen Ideologie die Erinnerung an die jüdische Stifterin zu tilgen.
Ab 1943 wurde die Bibliothek und das Institut nach Meran, Hallein und Saalfelden verlagert. Der Palazzo Zuccari wurde 1944 durch alliiertes Militär beschlagnahmt.
Das Adenauer-De Gasperi-Abkommen im Jahr 1953 regelte die Rückführung des Instituts an die Max-Planck-Gesellschaft, das fortan als Bibliotheca Hertziana (Max-Planck-Institut) weitergeführt und von Otto Hahn, dem damaligen MPG-Präsidenten, am 21. Oktober 1953 eröffnet wurde. Seitdem wird der Architekturgeschichte besondere Aufmerksamkeit gewidmet. Die Einrichtung einer zweiten wissenschaftlichen Direktorenstelle 1980 führte zu einer Erweiterung des Forschungsspektrums hin zur Malerei und zu den Bildkünsten. 2014 wurde eine weitere Direktion mit dem Forschungsbereich Mittelalter eingerichtet.
Der Buchbestand der Institutsbibliothek betrifft die Geschichte der italienischen Kunst von der Nachantike bis zur Neuzeit und umfasst zurzeit etwa 300.000 Bände. Die Fotothek des Instituts verfügt über einen Bestand von mehr als 800.000 Fotografien, Negativen und digitalen Fotos zur italienischen Kunst.
Im Zeitraum 1990 bis 2017 verlieh die Bibliotheca Hertziana den Hanno-und-Ilse-Hahn-Preis, einen Preis für Nachwuchswissenschaftler.

## Organisation
Das Institut besteht aus zwei Abteilungen: Tanja Michalsky leitet die 2014 begründete Abteilung „Stadt und Raum in der Vormoderne“ mit einem Schwerpunkt auf Süditalien und Rekonstruktionen des historischen Raums, der im Juni 2017 berufene Tristan Weddigen forscht zur globalen Vernetzung der italienischen Kunst sowie der Gegenwartskunst. Die Direktionen wechseln sich alle zwei Jahre in der Geschäftsführung ab.
Direktoren der Bibliotheca Hertziana
- Ernst Steinmann (1914–1934)
- Leo Bruhns (1934–1953)
- Werner Hoppenstedt (1938–1945)
- Franz Graf Wolff-Metternich (1953–1962)
- Wolfgang Lotz (1962–1980)
- Otto Lehmann-Brockhaus (1967–1977)
- Matthias Winner (1977–1999)
- Christoph Luitpold Frommel (1980–2001)
- Elisabeth Kieven (1999–2014)
- Sybille Ebert-Schifferer (2001–2017)
- Tanja Michalsky (seit 2014)
- Tristan Weddigen (seit 2017)

## Gebäude

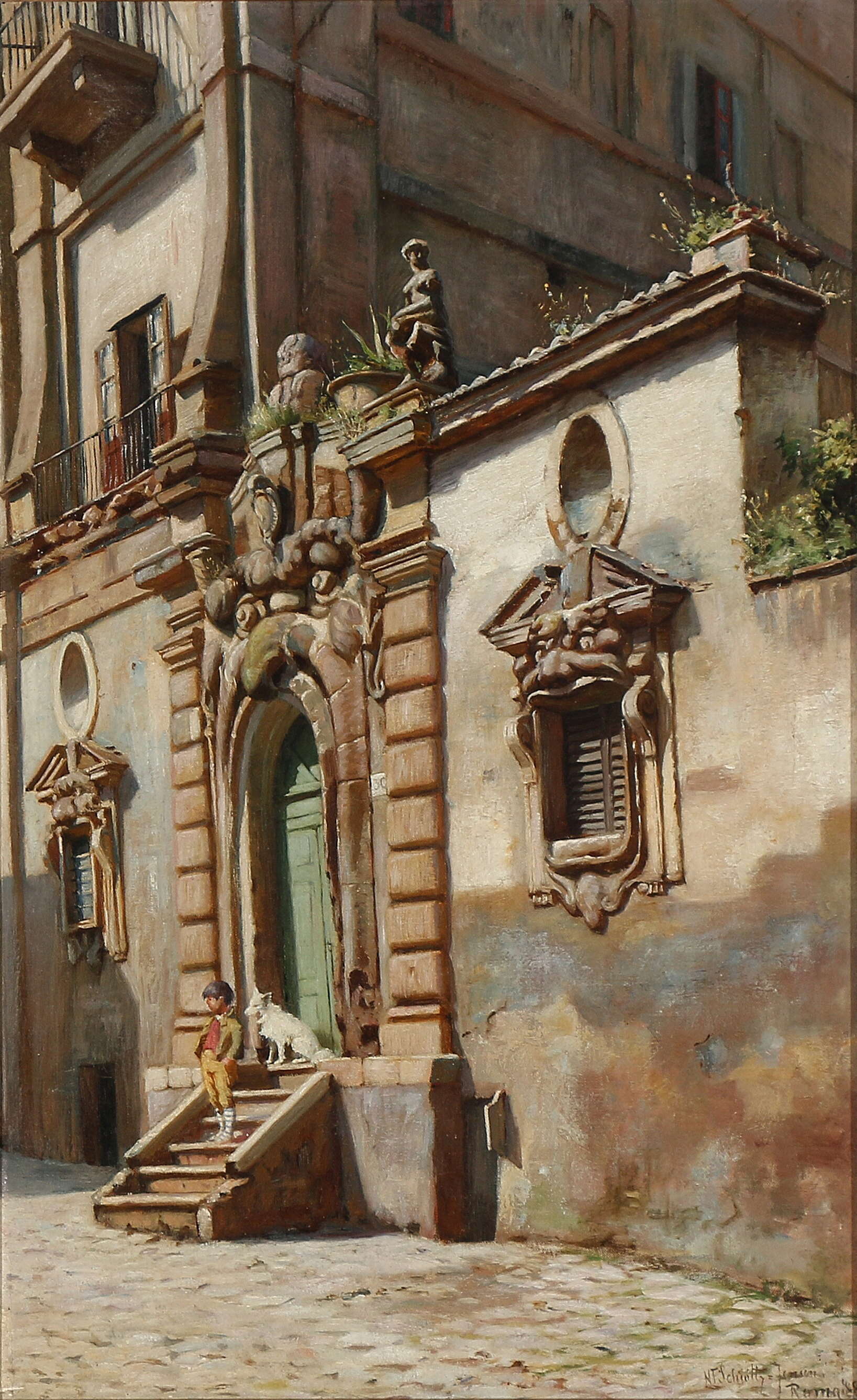
Junge mit Hund auf einer Treppe in Rom, Gemälde von N.F. Schiøttz-Jensen, 1868

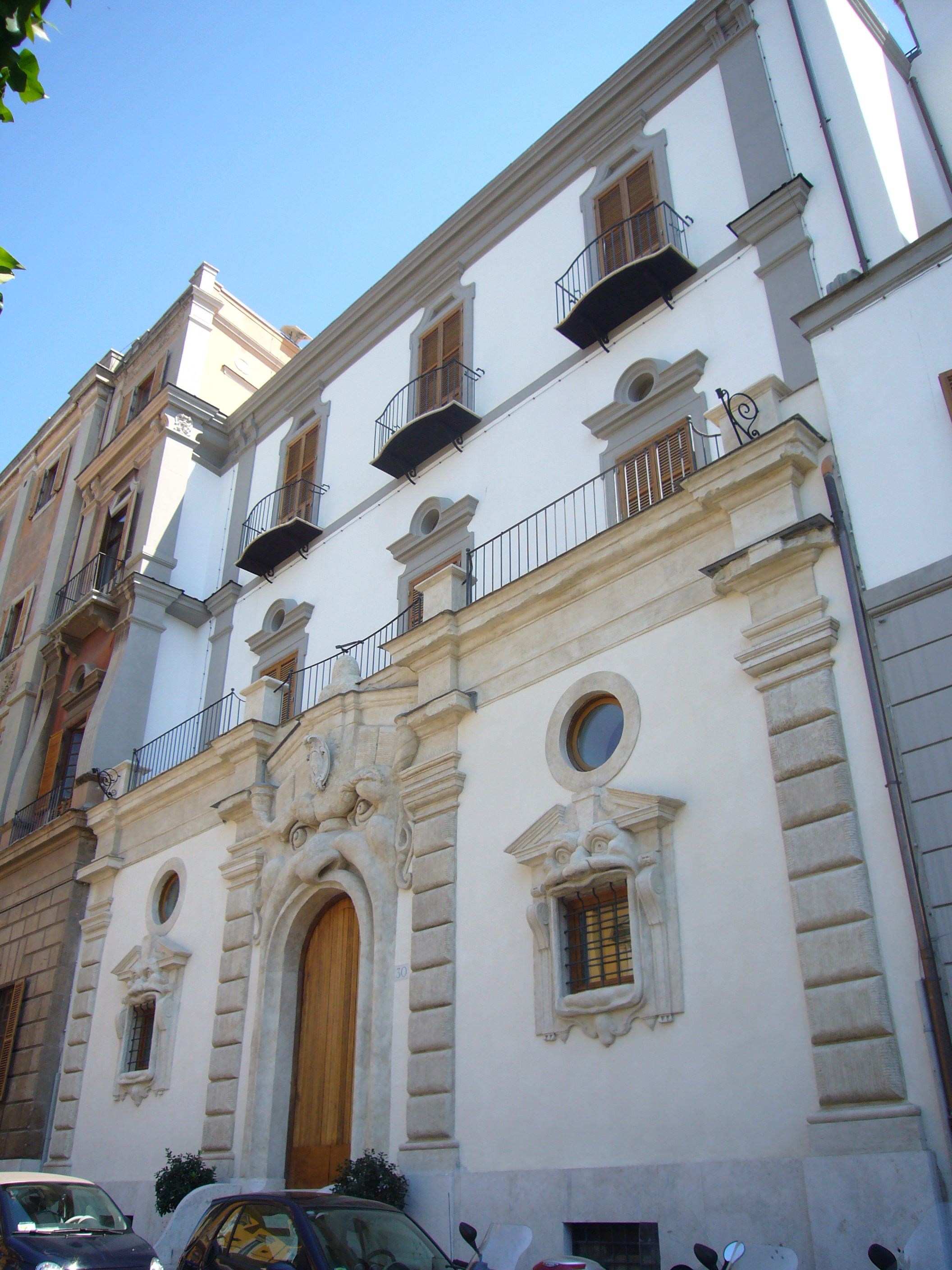
Der Mascherone, Eingang der Bibliotheca Hertziana nach Erweiterung

Das Max-Planck-Institut für Kunstgeschichte befindet sich in vier benachbarten Bauten: dem Palazzo Zuccari, dem 1963 angekauften Palazzo Stroganoff und dem Villino Stroganoff, beide ursprünglich im Besitz des Grafen Gregori Stroganoff, sowie dem 2013 eröffneten Neubau des spanischen Architekten Juan Navarro Baldeweg an dem Ort des ehemaligen Gartens des Palazzo Zuccari.
Mitte der 1990er Jahre reichte der Raum in den bestehenden Gebäuden für den wachsenden Buchbestand nicht mehr aus und der in den sechziger Jahren erbaute Erweiterungstrakt wies große Bau- und Brandschutzmängel auf. Um das Institut vor der drohenden Schließung zu bewahren, beschloss man, den Erweiterungstrakt unter Erhalt der historischen Fassaden abzureißen und neu zu errichten. 1995 wurde ein internationaler Architekturwettbewerb ausgelobt. Unter den acht Teilnehmern wurde der Entwurf von Juan Navarro Baldeweg ausgewählt. Der 2003 begonnene Neubau ruht zur Bewahrung der bei den Bauarbeiten freigelegten Reste eines antiken Nymphäums auf einer aufwendigen Pfahlgründung mit bis zu 50 Meter tief gesetzten Mikropfählen und wurde 2012 vollendet, er steht seit Januar 2013 für den Bibliotheks- und Forschungsbetrieb zur Verfügung. Der von außen nicht sichtbare Neubau wird durch den sogenannten Mascherone betreten, der ursprünglich von Federico Zuccari als Eingangstor zu seinem Garten erbaut wurde.

## Publikationen
Die Bibliotheca Hertziana gibt vier Publikationsreihen heraus, seit 1927 die „Römischen Forschungen“, seit 1983 die „Römischen Studien“ das „Römische Jahrbuch“ und die „Studi della Bibliotheca Hertziana“.

## Kooperationen
Zu den wichtigsten Partnern der Bibliotheca Hertziana gehören die Vatikanischen Museen, das Deutsche Archäologische Institut in Rom, das Deutsche Historische Institut in Rom, ferner das Österreichische Historische Institut in Rom, das Niederländische Institut in Rom, die Académie de France à Rome (Villa Medici), die Accademia Nazionale di San Luca, sowie die Soprintendenza Speciale per il Patrimonio storico-artistico ed etnoantropologico e per il Polo museale della Città di Roma, das Kunsthistorische Institut Florenz, aber auch das Warburg Institute in London und das Zentralinstitut für Kunstgeschichte in München und das Deutsche Forum für Kunstgeschichte, Paris.